# 天体位置表
天体位置表（てんたいいちひょう、英: JAPANESE EPHEMERIS）とは、海上保安庁海洋情報部が編纂していた精密な視天体暦。日本水路協会刊行。現在ではほとんど行われなくなったが、航海時に位置を知る目的で天体を観測（天測）する際に用いる資料として作成される。1942年発行の昭和18年（1943年）版から2009年発行の平成22年（2010年）版までほぼ毎年発行されて販売されていたが、すでに廃刊され最終発行分はデータの信頼性理由により1年間の保管の後に破棄された。これに代わる冊子は国内には無いようであり、平成23年より集積され記載されたデータの散逸が始まった。国立天文台では当冊子を管理していない。

## 沿革

### 創刊前
- 1904年2月6日 - 日露戦争勃発（- 1905年9月5日）。外国の天体暦輸入が困難になる[6]。
- 1911年 - イギリス、アメリカ、フランス、ドイツ、スペイン間で、天体暦推算の分担が協定される[7]。
- 1914年7月28日 - 第一次世界大戦勃発（- 1918年11月11日）。Uボート作戦（英語版）の影響で英暦 (The Astronomical ephemeris) の入手が遅れ、海軍航海年表の編集に不都合が生じる[6]。

### 創刊以降
- 1942年12月30日 - 創刊（昭和18年（1943年）版）。創刊の背景として[7]、
  - 戦争等によって外国暦が輸入出来なくなる場合に対処する（前年に太平洋戦争（1941年12月8日 - 1945年8月15日）が勃発し、対処する必要性に迫られた）。
  - アーネスト・ウィリアム・ブラウンの Tables of the Motion of the Moon（1919年）は、刊行後まもなく、また、それを用いた月位置推算はグリニッジ天文台でしかされてなかった為、誤りが無いと断定出来なかった。
  - 航海暦に必要な精度の項だけを原表から抽出する事が、複雑かつ危険。
- 1943年10月30日 - 昭和19年（1944年）版発行。推算に用いた原表が記載される。
- 1959年 - 1960年版から日本での推算を止め、英暦の値を採用する様になる[6][7]。
- 1979年 - 1980年版から日本での推算が復活する[6]。
- 1984年 - 1985年版から、一般相対性理論に基づく数値積分を用いた推算[8]に移行[9][6]。
- 2009年 - 2010年版を以て廃刊。

## 内容
主に以下の情報が収録される。
- 1時間ごとの月の視位置[10]
- 太陽・月・太陽系の惑星に関する赤経・赤緯・地心距離（地球までの距離）
- 恒星の平均位置
- 日食・月食
- 日本で観測可能な恒星や惑星の食
- 太陽（10日間隔）や月（毎日）の出没[3]
- その他

航海の補助が目的なため、衛星や物理観測等の情報は無い。